# (4029) Bridges
(4029) Bridges – planetoida z pasa głównego.

## Odkrycie i nazwa
Planetoida została odkryta 24 maja 1982 roku przez amerykańskich astronomów Carolyn Shoemaker i Scheltego Busa w Obserwatorium Palomar w Kalifornii. Nazwą planetoidy została uhonorowana Patricia M. Bridges pracująca jako geolog planetarny dla United States Geological Survey.

## Orbita
Orbita (4029) Bridges nachylona jest do płaszczyzny ekliptyki pod kątem 5,44°. Na jeden obieg wokół Słońca ciało to potrzebuje 4,01 roku, krążąc w średniej odległości 2,53 j.a. od Słońca. Mimośród orbity tej planetoidy to 0,13.

## Właściwości fizyczne
Bridges ma średnicę ok. 7,8 km. Jej jasność absolutna to 12,9m. Okres obrotu tej planetoidy wokół własnej osi to nieco ponad 3,5 godziny.

## Księżyc planetoidy
Na podstawie analizy jasności krzywej blasku zidentyfikowano w pobliżu tej asteroidy naturalnego satelitę. Odkrycia tego dokonano bazując na danych obserwacyjnych pomiędzy 11 kwietnia a 4 maja 2006 roku z obserwatoriów Ondrejov (NEO Photometric Program), Hunters Hill Observatory, Sonoita Research Observatory oraz Goat Mountain Astronomical Research Station.
Satelita został tymczasowo oznaczony S/2006 (4029) 1. Ma średnicę ok. 1,9 km. Obydwa składniki są od siebie oddalone o ok. 13 km, obiegają wspólny środek masy w czasie 16,31 godziny.